# Club Deportivo y Social Sportsmen Unidos
El Club Deportivo y Social Sportsmen Unidos es una institución argentina fundada en 1937 en el barrio República de la Sexta de la ciudad de Rosario.
José Caruso fue uno de los socios fundadores y presidente en los comienzos de la institución.
Su deporte más destacado es el básquet donde participa en el Torneo Federal de Básquetbol (tercer categoría), luego de ascender del Argentino de Clubes en 2012.
Pero el deporte donde más relevancia tuvo a nivel nacional es el waterpolo, tanto en su equipo masculino (donde fue campeón nacional en 2012 y 2014) como su equipo femenino (donde es el más campeón a nivel nacional).
Otras disciplinas practicadas son vóley femenino, gimnasia rítmica, gimnasia para damas, salsa, gimnasia deportiva, patín, gimnasia de musculación, fitness, taekwondo, y natación.

## Palmarés de Waterpolo
- Campeón de la Liga de Argentina de waterpolo masculino (2012, 2014).
- 1 vez campeón del Super 6 Argentino de waterpolo masculino (2012).